# Chloropsis cyanopogon
Il fogliarolo verde minore (Chloropsis cyanopogon (Temminck, 1830)) è un uccello passeriforme della famiglia dei Chloropseidae.

## Etimologia
Il nome scientifico della specie, cyanopogon, deriva dall'unione delle parole greche κυανος (kyanos/kuanos, "ciano") e πωγων (pōgōn, "barba"), col significato di "dalla barba blu", in riferimento alla livrea.

## Descrizione

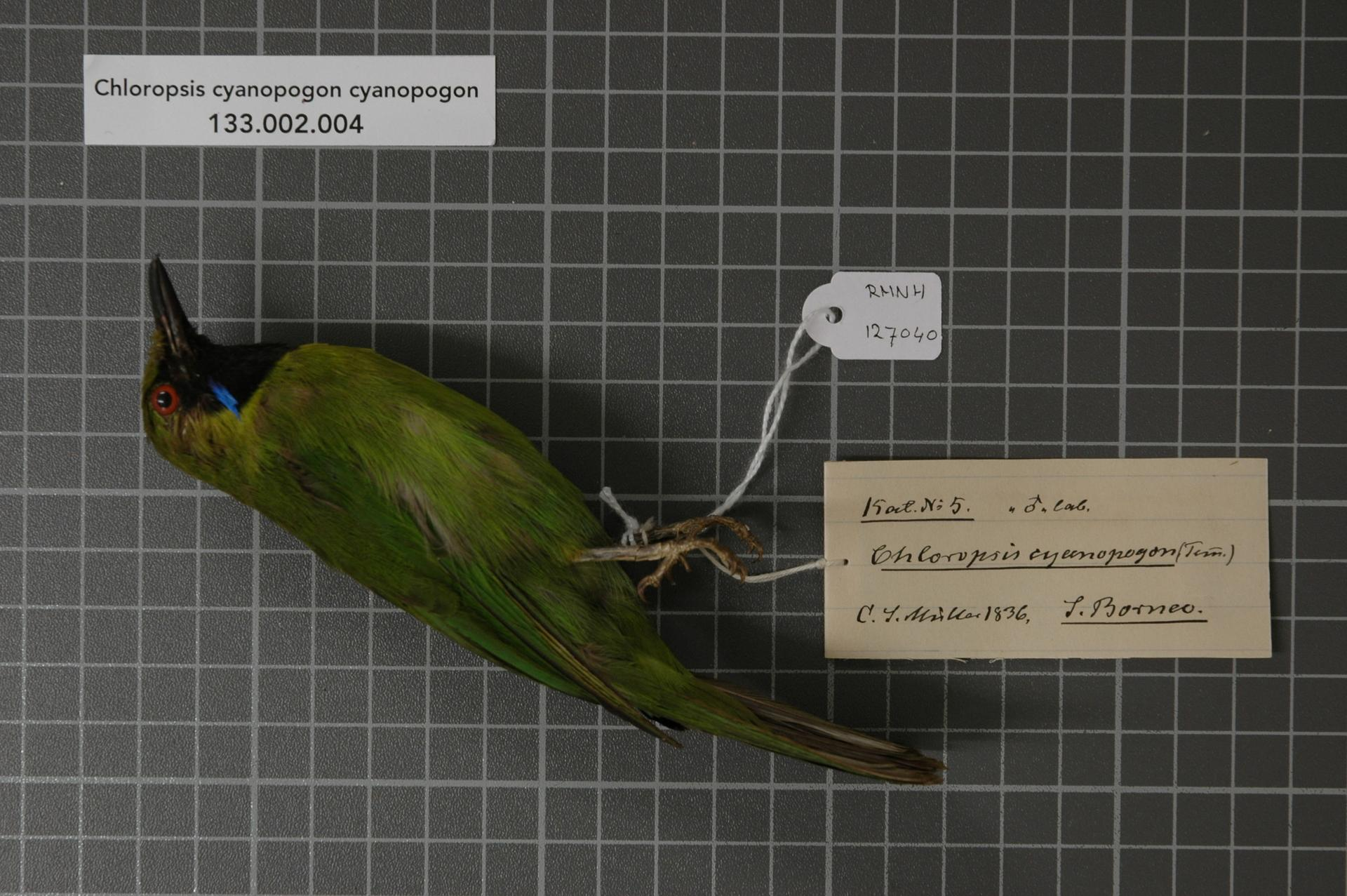
Veduta laterale di maschio impagliato.

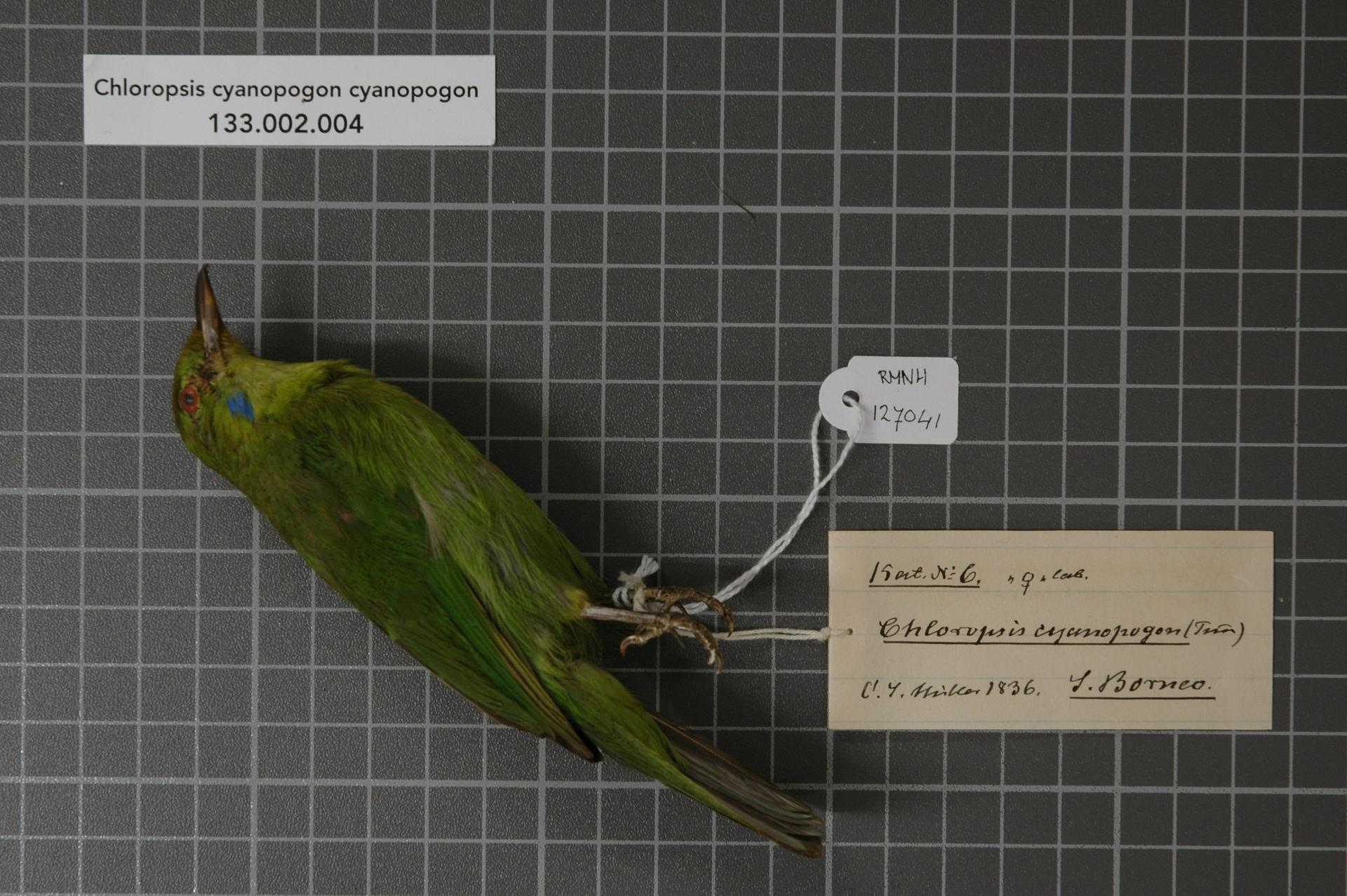
Veduta laterale di femmina impagliata.

### Dimensioni
Misura 15-16,2 cm di lunghezza, per 18,5-22,8 g di peso: a parità d'età, i maschi sono solitamente più pesanti rispetto alle femmine, e le popolazioni settentrionali tendono a essere più piccole rispetto alle meridionali.

### Aspetto
Si tratta di uccelli dall'aspetto robusto, muniti di becco conico e allungato, ali arrotondate, coda dall'estremità squadrata e zampe forti.
Il piumaggio presenta dimorfismo sessuale: sebbene in ambedue i sessi la livrea sia quasi interamente di colore verde erba, con tendenza ad assumere sfumature gialle sul ventre (e nelle popolazioni settentrionali anche sulla testa), nel maschio è presente una mascherina facciale nera che comprende la bavetta e l'area fra becco e occhio, con le due aree separate da un corto mustacchio di colore blu cobalto. Nelle femmine, invece, la mascherina nera è del tutto assente, pur permanendo i mustacchi blu. In enbrambi i sessi, inoltre, l'orlo delle ali tende al grigio-nerastro (ad eccezione dell'area scapolare, sfumata di azzurro), e la coda è dello stesso colore inferiormente, mentre superiormente sfuma nel nero-olivastro.
In ambedue i sessi il becco e le zampe sono di colore nerastro, mentre gli occhi sono di colore bruno scuro.

## Biologia

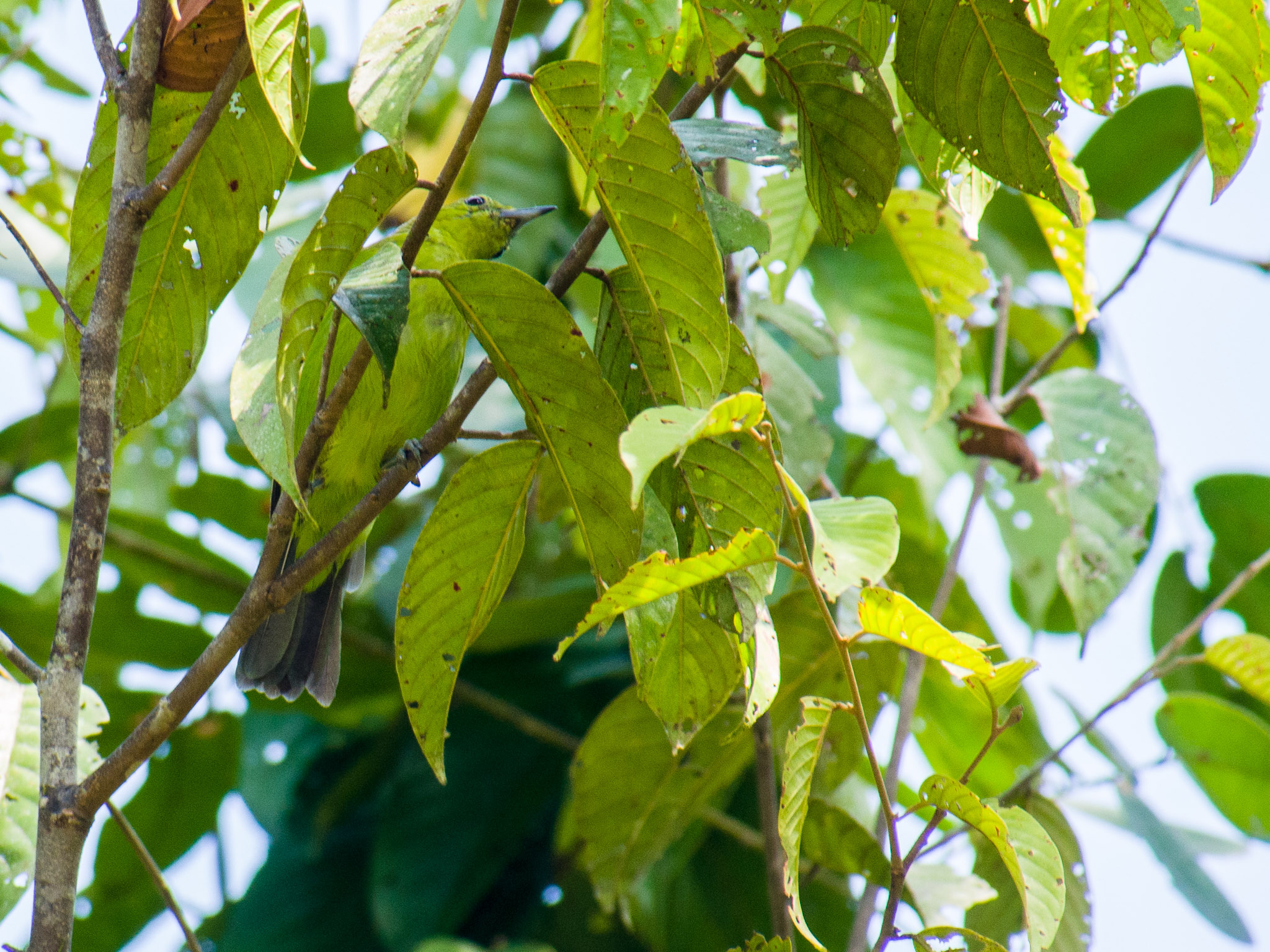
Femmina si mimetizza fra il fogliame.

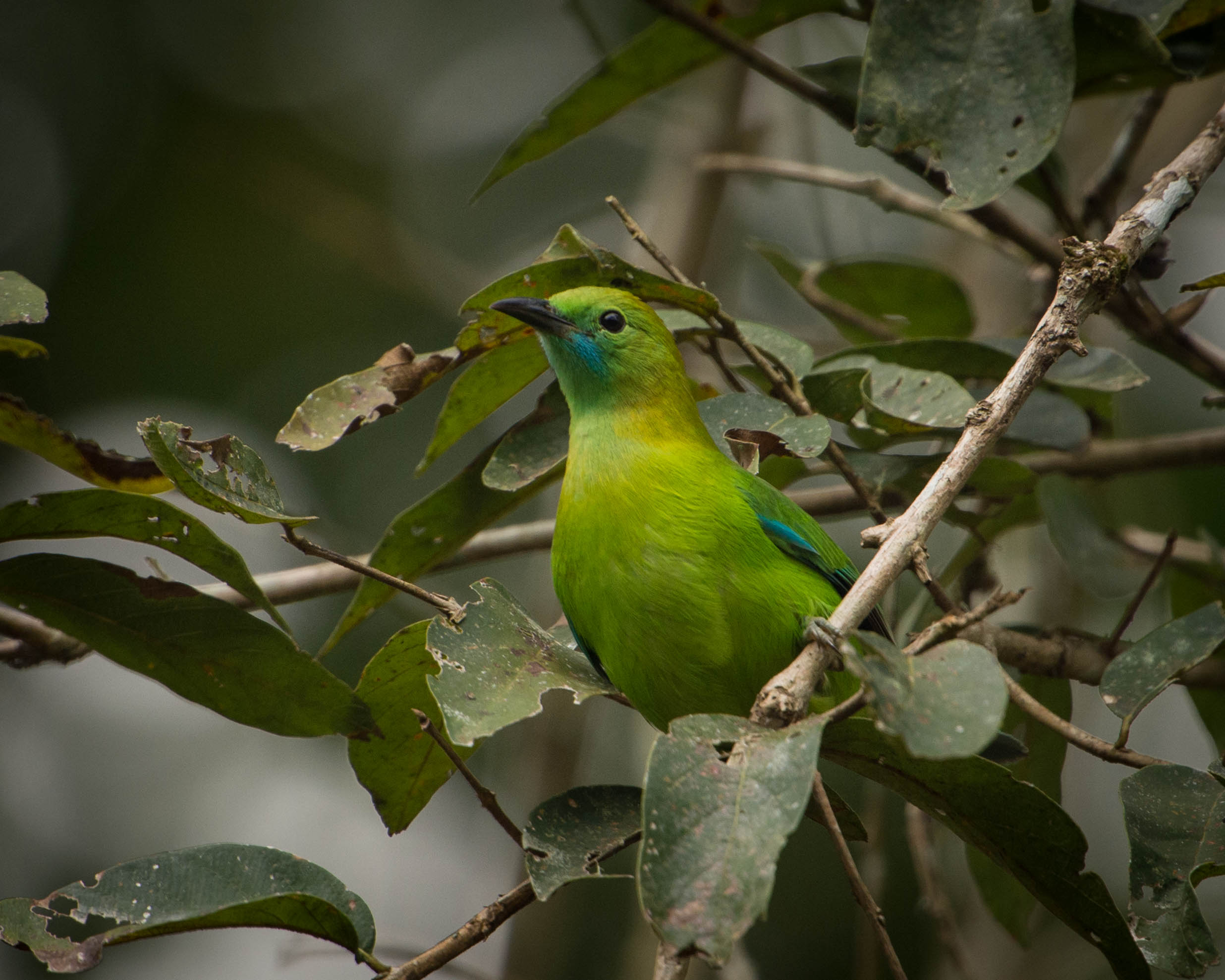
Femmina in natura.

Si tratta di uccelli dalle abitudini di vita essenzialmente diurne, che passano la giornata da soli o in coppie nella canopia, trascorrendo la maggior parte del tempo alla ricerca di cibo e cercando rifugio durante la notte nel folto della vegetazione arborea, dove in virtù del piumaggio verde questi uccelli sono molto difficili da individuare.
Il richiamo del fogliarolo verde minore è piuttosto melodioso e si compone di una varietà di note fischiate: le due sottospecie presentano richiami lievemente differenti.

### Alimentazione

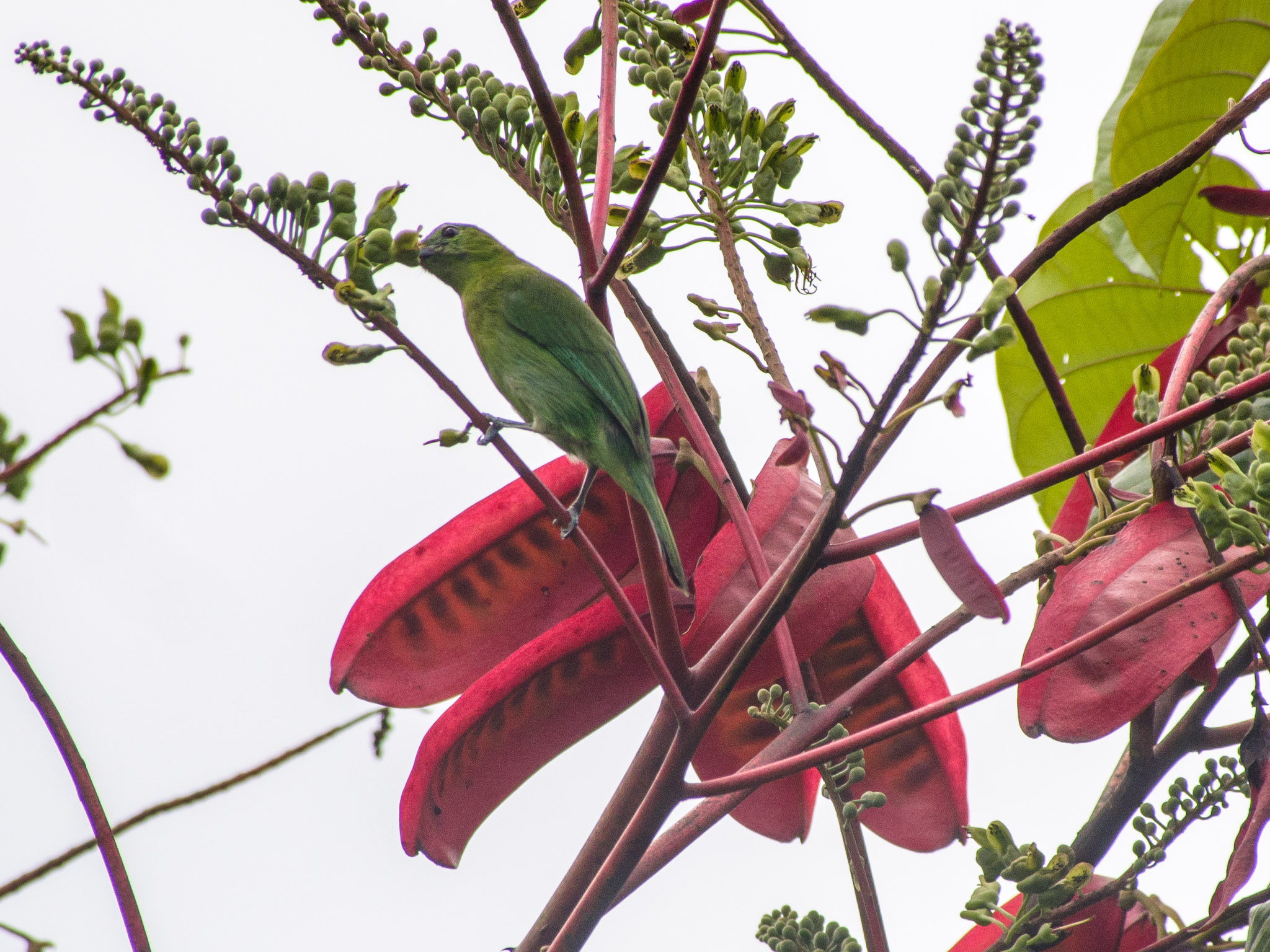
Femmina si alimenta in natura.

Il fogliarolo verde minore è un uccello onnivoro, la cui dieta è piuttosto generalista e si compone indifferentemente a seconda della facilità di reperimento di insetti ed altri invertebrati (specialmente bruchi e coleotteri), frutta e in maniera occasionale anche di nettare.

### Riproduzione
I dati riguardanti la riproduzione di questi uccelli sono scarsi e frammentari. L'osservazione di esemplari in amore fra la fine di febbraio e agosto e di giovani esemplari in aprile lascerebbe pensare a una stagione riproduttiva che cade fra questi due mesi, mentre una singola osservazione di femmina intenta a costruire il nido in giugno fa supporre che esso venga edificato secondo le regole vigenti fra gli altri fogliaroli (nido a coppa, appeso alla punta di un ramo d'albero), e molto verosimilmente anche gli altri aspetti concernenti la riproduzione sono simili a quanto osservabile nelle specie congeneri.

## Distribuzione e habitat

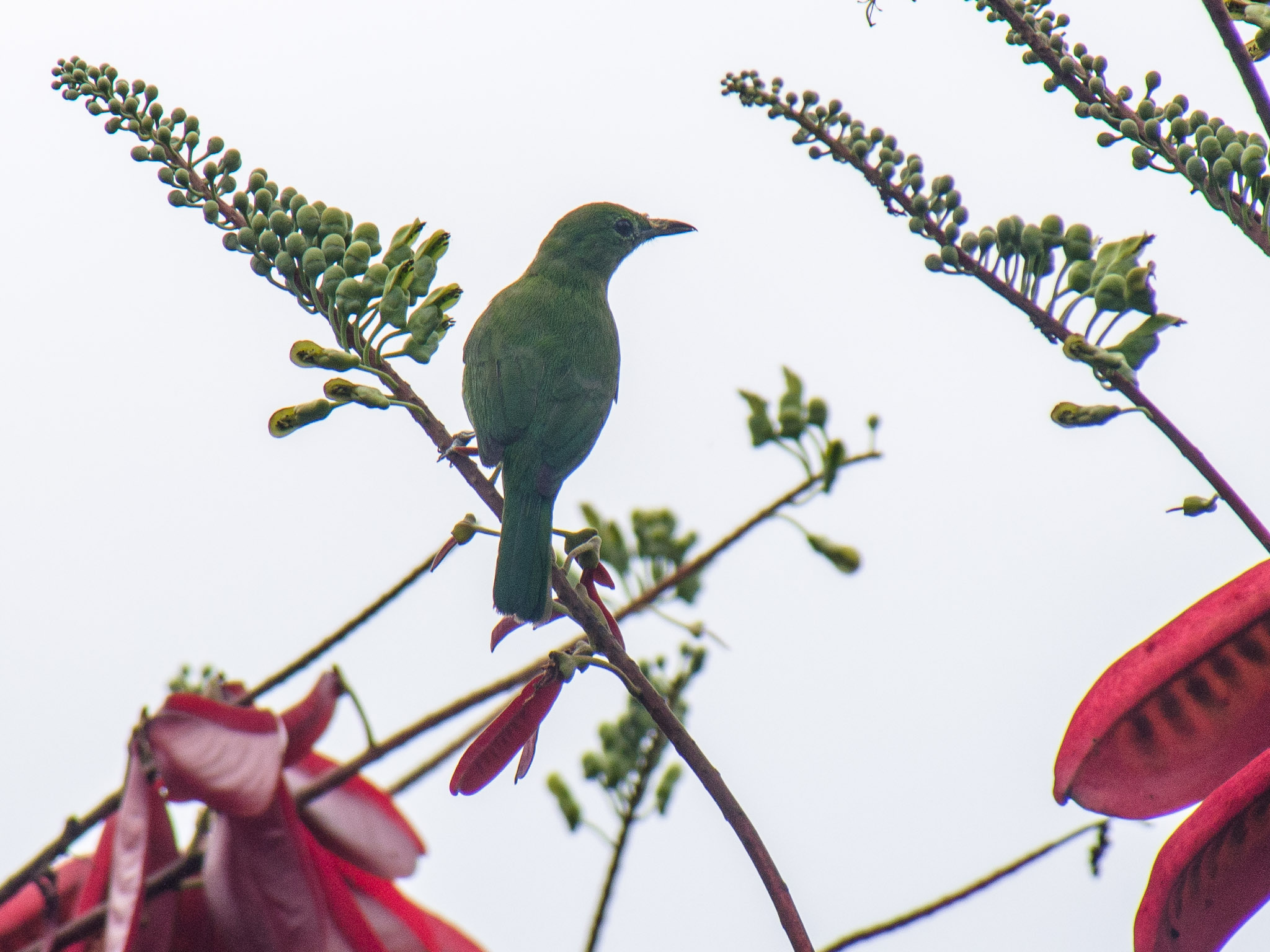
Esemplare nel Sabah.

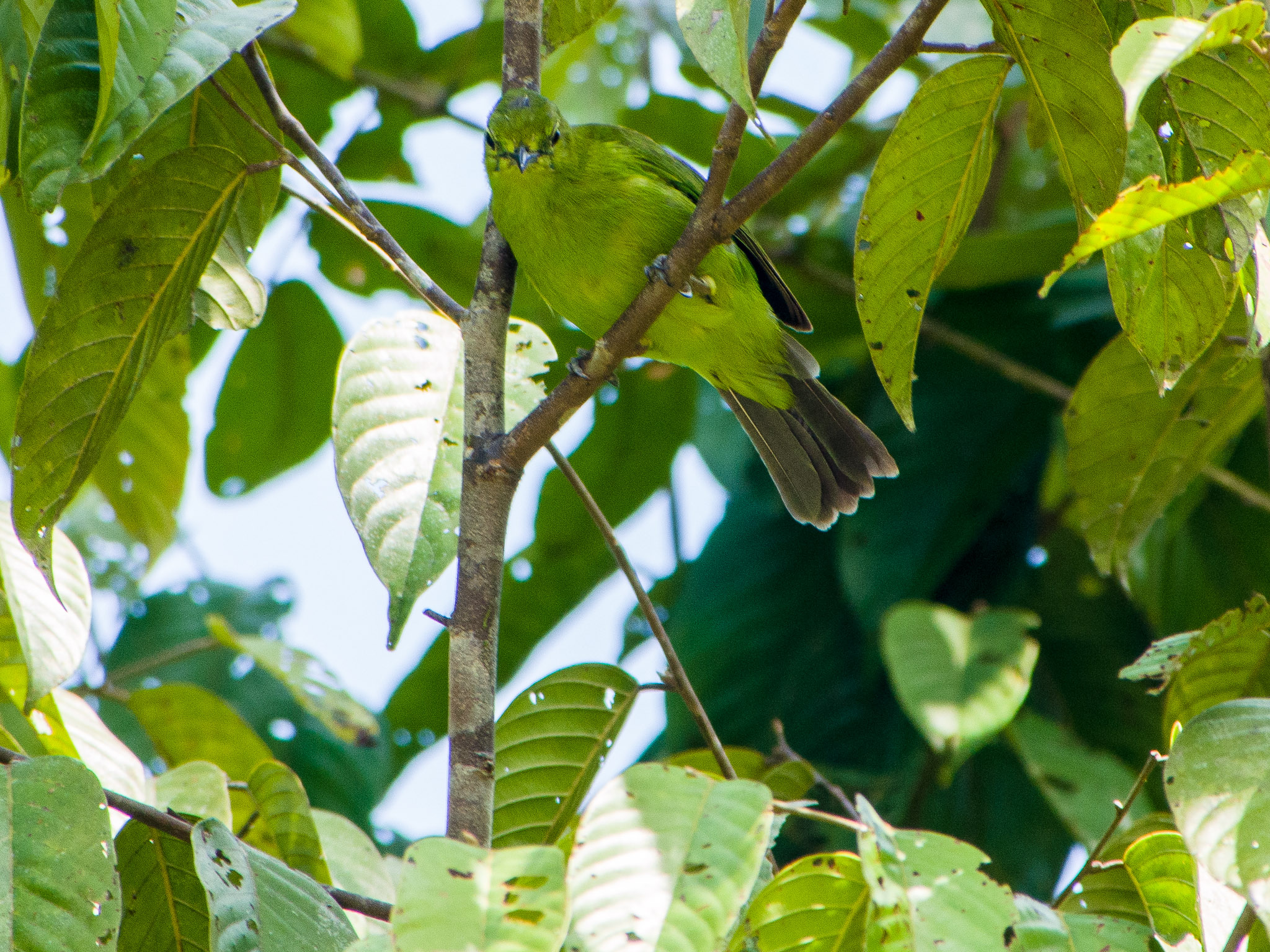
Femmina in natura.

Il fogliarolo verde minore è endemico del Sud-est asiatico: la specie popola infatti la penisola malese dal sud del Tenasserim in giù attraverso l'estremo sud della Birmania e della Thailandia, la Malaysia e Singapore, vivendo inoltre in Indonesia occidentale e più precisamente a Sumatra e nel Borneo, oltre che in molte delle isole minori circonvicine a queste due. Questi animali sono tuttavia assenti dalle zone montuose interne dell'areale di diffusione, sia sulla terraferma che sulle isole.
L'habitat di questi uccelli è rappresentato dalla foresta pluviale di pianura e dalla foresta torbiera, o anche dalla foresta secondaria, purché ben matura e con canopia chiusa.

## Tassonomia
Se ne riconoscono due sottospecie:
- Chloropsis cyanopogon cyanopogon (Temminck, 1830) - diffusa nella maggior parte dell'areale occupato dalla specie;
- Chloropsis cyanopogon septentrionalis Robinson & Kloss, 1919 - diffusa nel nord dell'areale occupato dalla specie, grossomodo a nord dell'istmo di Kra;

I dati ottenuti a livello molecolare avrebbero mostrato una certa affinità della sottospecie septentrionalis col fogliarolo golagialla, il che creerebbe parafilia in seno alla specie e richiederebbe l'accorpamento della sottospecie a quest'ultima specie o la sua elevazione al rango di specie a sé stante: l'incerta provenienza dei campioni esaminati, l'areale disgiunto fra le popolazioni septentrionalis e palawanensis e la presenza di forme intermedie fertili nell'area di sovrapposizione dell'areale delle due sottospecie fanno tuttavia propendere la comunità scientifica a lasciare la classificazione immutata, in attesa di ulteriori studi.